# IC 3642
IC 3642 ist eine Spiralgalaxie vom Hubble-Typ Sa? im Sternbild Coma Berenices am Nordsternhimmel.
Das Objekt wurde am 23. März 1903 von Max Wolf entdeckt.